# Steffen Görig
Steffen Görig (* 17. März 1969 in München) ist ein deutscher Unternehmer und Autorennfahrer.

## Unternehmer
Sfeffen Görig studierte in seinem Heimatland Maschinenbau und machte danach den Master of Business Administration an der New York University. Nach einigen Jahren als Angestellter einer US-amerikanischen Investmentbank in London und bei einer Beteiligungsgesellschaft gründete er mit Partnern Quantum Capital Partners. Das Unternehmen erwirbt Unternehmensbeteiligungen und verkauft diese mit Gewinn nach erfolgreicher Restrukturierung wieder. Steffen Görig ist als Chief Executive Officer tätig.
Unter anderem ist Quantum Eigentümer von Postcon, Leesys, Revell und Carrera. Privat ist Görig zu 100 % Eigentümer der ND SatCom GmbH.

## Insolvenzen
Immer wieder gab es Kritik an den Sanierungsmethoden von Quantum, wie bei der Schließung des italienischen Radherstellers Gianetti Wheels, der Insolvenz des italienischen Aluminiumherstellers Slim Fusina Rolling, bei der Übernahme und folgenden Insolvenz des Eisenbahnwerks Eberswalde oder Unregelmäßigkeiten wie bei der Insolvenz des deutschen Waschmittelherstellers Sopronem.

## Karriere als Rennfahrer
Obwohl Steffen Görig erst 2019 begann internationale GT-Rennen zu bestreiten, gab er bereits 2020 sein Debüt beim 24-Stunden-Rennen von Le Mans. Der gemeinsam mit Alexander West und Christoph Ulrich gefahrene Ferrari 488 GTE Evo fiel jedoch früh im Rennen nach einem Unfall aus. Außerdem startete er 2019 und 2020 in der European Le Mans Series.

## Statistik

### Le-Mans-Ergebnisse
| Jahr | Team     | Fahrzeug            | Teamkollege    | Teamkollege      | Platzierung | Ausfallgrund |
| ---- | -------- | ------------------- | -------------- | ---------------- | ----------- | ------------ |
| 2020 | AF Corse | Ferrari 488 GTE Evo | Alexander West | Christoph Ulrich | Ausfall     | Unfall       |